# شارايا
شارايا (بالروسية: Шарья) هي إحدى مدن روسيا في الكيان الفدرالي الروسي كوستروما أوبلاست.